# 奈良市立田原小学校
奈良市立田原小学校（ならしりつ たわらしょうがっこう）は、奈良県奈良市横田町にある市立小学校。

## 沿革
- 1873年（明治6年）
  - 5月1日 - 茗荷阿弥陀堂に盛文舎を創立。
  - 6月 - 大野町十輪寺の庫裏を仮用。
- 1876年（明治9年）5月1日 - 田原小学校と改称。
- 1879年（明治12年）4月 - 横田村に校舎新築。
- 1887年（明治20年）4月 - 村立田原尋常小学校と改称。
- 1892年（明治25年）9月 - 高等科を併置し、田原尋常高等小学校に改称。
- 1893年（明治26年）4月19日 - 東側校舎改築工事竣成（2階建て）。
- 1940年（昭和15年）4月 - 国民学校令により、田原国民学校と改称。
- 1947年（昭和22年）4月1日 - 学制改革により、田原村立田原小学校と改称。同日、田原村立田原中学校が小学校に併設する形で開校。
- 1957年（昭和32年）9月1日 - 田原村の奈良市への合併により、奈良市立田原小学校と改称。
- 1968年（昭和43年）12月 - 南校舎取り壊し。
- 1969年（昭和44年）
  - 1月16日 - 校舎改築起工式。
  - 9月22日 - 改築校舎が落成し、竣工。
- 1972年（昭和47年）10月 - 創立百周年記念式典挙行。
- 2005年（平成17年） - 奈良市田原小中学校の小中一貫校開始。
- 2020年（令和2年）4月 - 特認制度を導入。

## 周辺
- 奈良市立田原中学校 - 主な進学先で、同一建物内。
- 奈良県道・京都府道47号天理加茂木津線

## アクセス
- 奈良交通「田原横田」バス停下車後、徒歩約145m・約2〜3分。